# 機動戦艦ナデシコ -The prince of darkness-
『機動戦艦ナデシコ -The prince of darkness-』（きどうせんかんナデシコ ザ・プリンス・オブ・ダークネス）は1998年8月8日に公開されたアニメーション映画である。略称は「劇ナデ」。同時上映作品は「スレイヤーズごぅじゃす」。
テレビアニメ『機動戦艦ナデシコ』の続編作品。テレビシリーズのラストから3年後が舞台となっている。

## あらすじ
先の戦争終結より3年が経った西暦2201年。地球と木星間に和平（休戦条約）が結ばれ、人類は再び一つになろうとしていた。そんな中、ボソンジャンプを新たな交通手段として使用する計画「ヒサゴプラン」のコロニーが次々と襲撃される事件が発生する。連合宇宙軍ナデシコB艦長ホシノ・ルリ少佐は、事件調査のためターミナルコロニー「アマテラス」へ向かう。

## 登場人物
| - ホシノ・ルリ：南央美 - テンカワ・アキト：うえだゆうじ - ミスマル・ユリカ：桑島法子 - マキビ・ハリ：日髙のり子 - 高杉三郎太：三木眞一郎 - アオイ・ジュン：伊藤健太郎 - メグミ・レイナード：高野直子 - ハルカ・ミナト：岡本麻弥 - ウリバタケ・セイヤ：飛田展男 - ゴート・ホーリー：小杉十郎太 | - プロスペクター：小野健一 - スバル・リョーコ：横山智佐 - アマノ・ヒカル：菊池志穂 - マキ・イズミ：長沢美樹 - アカツキ・ナガレ：置鮎龍太郎 - イネス・フレサンジュ：松井菜桜子 - 白鳥ユキナ：大谷育江 - ホウメイ：一城みゆ希 - 北辰：山寺宏一 - ラピス・ラズリ：仲間由紀恵 |

## 登場兵器
| - ナデシコB - ナデシコC - ユーチャリス - ブラックサレナ - エステバリス2 - エステバリスカスタム | - スーパーエステバリス - 砲戦エステバリス - アルストロメリア - 夜天光 - 六連 - 積尸気 |

## スタッフ
- 製作：角川歴彦、大月俊倫
- 企画・制作：XEBEC
- 企画協力：GANSIS
- プロデューサー：下地志直
- キャラクター原案：麻宮騎亜
- キャラクターデザイン・総作画監督：後藤圭二
- メカニックデザイン：中原れい、鈴木雅久、武半慎吾、森木靖泰
- メカニック原案（TVシリーズ）：明貴美加
- メカニックデザイン協力：前田明寿、坂崎忠
- カラーコーディネーター：青木弘美、上谷秀夫
- 美術監督：小山俊久
- 撮影監督：鳥越一志、金沢章男
- 音響監督：田中英行
- 編集：松村正宏
- 音楽：服部隆之
- 劇中曲作曲：手塚理
- 音楽制作：スターチャイルド
- 音楽制作協力：東京室内楽協会
- 脚本・絵コンテ：佐藤竜雄
- 演出：玉田博
- 作画監督：前田明寿、山岡信一、石井明治、赤堀重雄、堀内修
- 製作：NADESICO製作委員会、角川書店、KING RECORDS、テレビ東京、MOVIC、イング、ジーベック、セガ・エンタープライゼス、東映株式会社
- 配給：東映
- 監督：佐藤竜雄

## 主題歌
主題歌「Dearest」
作詞：有森聡美 / 作曲・編曲：大森俊之 / 歌：松澤由美

## イメージソング
- Forever Love（ZMAP）
- ROSE BUD（松澤由美）

## DVD / BD
- DVD 単品 1999年10月22日発売
LD,VHSでも同時発売。初回限定版はスタッフインタビュー「劇ナデ讀本」や版権絵の載った冊子が付属した。映像はLD,VHSと共通となっており、4:3の画角にレターボックス収録。音声はドルビーデジタルで圧縮された2chのオリジナル音声。
- DVD『劇場版』2003年12月21日発売
『少女革命ウテナ アドゥレセンス黙示録』『アキハバラ電脳組 2011年の夏休み』とセットで発売されたDVD-BOX。新たにDVDの制作がし直された。映像はマスターが作り直されスクイーズ収録になり画質もアップした。音声はドルビーデジタルで圧縮された2chのオリジナル音声。
- DVD『機動戦艦ナデシコ Premier complete DVD-BOX』2006年3月24日発売
- DVD 単品 2007年2月21日発売
『Premier complete DVD-BOX』作成時にリマスタリングが行われた。映像はHDテレシネを行い画質アップ。音声は5.1ch化された。これ以降、オリジナルの2ch音声は発売メディアに含まれなくなる。
- BD『機動戦艦ナデシコ Blu-ray BOX』2010年2月24日発売
1080pのHD収録。映像のゴミ・ノイズ除去がさらに行われた。音声は5.1ch音声がリニアPCM、DTS-HDマスターオーディオの2種類で収録された。
- DVD『機動戦艦ナデシコ DVD-BOX』2010年2月24日発売
『機動戦艦ナデシコ Blu-ray BOX』用にリマスターしたものをDVD化。

## 制作
コメディー色の強かったTVシリーズと比べ、物語はシリアス寄りのものとなっている（ただし要所要所にギャグが散りばめられている）。これはTVシリーズにおいて、主人公であるはずのアキトの成長をほとんど描くことが出来ていなかったため、それでは余りに不憫だという監督の佐藤の意向で、彼の物語をルリの視点で追う形のものとなったためである。そのため、佐藤が脚本も手がけた。
加えてTV版ではスケジュールの関係で制作が駆け足だったことや、内容のウケ狙いに走りすぎ、遊びすぎたという反省点の元で立ち上がっている。プロデューサーの大月俊倫がもう少しシビアな内容を期待していたことと、（スタッフ内でもコメディ部分自体はアリとして）シリアスな場面も納得できる描き方をして欲しいという要望から、作品の総決算として制作された。
当時まだ無名に近かった仲間由紀恵が声優として出演していた（仲間は後日談で、声優としての仕事より取材・インタビューを受けていた時間の方が長かったと冗談半分で語っている）。
作中においてジャンプイメージングのために使用する目的で登場する少女漫画は、作品のリアリティを目的として著名であった少女漫画家に原稿依頼を行い制作されたものである。制作協力者のクレジットに「漫画原稿」として島崎譲・くら☆りっさ・礒田わたこなどの当時著名であった漫画家がクレジットされている。
キャストも通常の2倍以上の人員になったために、都内で比較的最大規模のスタジオでも入りきらず、やむなく初日収録組と翌日収録組に分けて劇中の冒頭とクライマックスを中心としたベテラン組（若本規夫や飯塚昭三等）と主役を含めた若手組とで収録日を分けたという。ベテラン組との共演が初めてであるという若手（高野直子ら）は取材に対して「まず普通は共演できない大ベテランの方々に出会えて非常に緊張した」と懐古している。
当時著名かつテレビにも出演していた林原めぐみや三石琴乃、日髙のり子は後に「スタジオの雰囲気に加えて作品のスケールが凄すぎてついていけなかったが、主役の南央美がTV版の大まかなシナリオなどを教えてくれたおかげで、ある程度内容を把握できたので、収録が上手く進んだ」と懐古している。なお、ハーリー役の日髙は作中の「もしもし、僕ハーリー」の台詞テストにおいて『はりもぐハーリー』のハーリーの声でかましてやろうと思ったが、根が小心者であるのでできなかった、と冗談交じりでインタビューに答えている。
三石琴乃は冒頭の「マユミおねーさん」として出演し子供を黙らせるシーンではアドリブで「静かにしろ！落ち着けおら〜」としたところ、監督から即OKが出たうえにスタジオ内が大爆笑だったと懐古している。
『ナデシコ』に関与していなかった業界関係者が友情協力としてクレジットされている。著名な一例だとアニメ監督の幾原邦彦がクレジットされているが、これは監督の佐藤がコンテなどの原稿をコピーしている最中にたまたま『少女革命ウテナ』の打ち合わせでスターチャイルドを訪れた際に、コピー作業に手間取っている佐藤の姿を見かけ、作業を手伝ったことへの感謝と他作品の監督にコピー作業を手伝わせたことへの謝意からクレジットに名前を刻んでいる。
佐藤によるノベライズの予定もあったが、後に中止された。原稿の元データは一部を残し紛失しているようで、その一部は『機動戦艦ナデシコ・ノベルテ+』に収録されている。

## 評価
1999年の第30回星雲賞映画演劇部門・メディア部門受賞作品。第21回『アニメグランプリ』グランプリ作品部門、グランプリeditors choice部門受賞作品。
配給収入は5億円。

## 放送
キッズステーションの特番放送時にエンディング『Dearest』を短くしたバージョンが放映された。